# Árpád Tóth
Árpád Tóth (Arad, 14 aprile 1886 – Budapest, 7 novembre 1928) è stato un poeta e traduttore ungherese.

## Biografia
Árpád frequentò gli studi di ungherese e tedesco presso l'Università di Budapest (Eötvös Loránd Tudományegyetem).
Nel 1911 scriverà come critico teatrale per il giornale ungherese Debreceni Nagy Újság.
Nel 1913 diventerà tutore presso una famiglia benestante, percependo un incomodo, tuttavia vivrà in poverta e viene inoltre colpito da tubercolosi e decide di ritirarsi a scopo curativo presso i Monti Tatra.
Durante il governo rivoluzionario succeduto alla prima guerra mondiale sarà nominato segretario dell'Accademia Vörösmarty, ma perderà il lavoro dopo la caduta del governo e non avrà più possibilità di trovare lavoro. Condurrà il resto della sua vita da povero tubercoloso, uno stato che lo porterà a pensare al suicidio come soluzione.